# Roland Garros (aviatore)

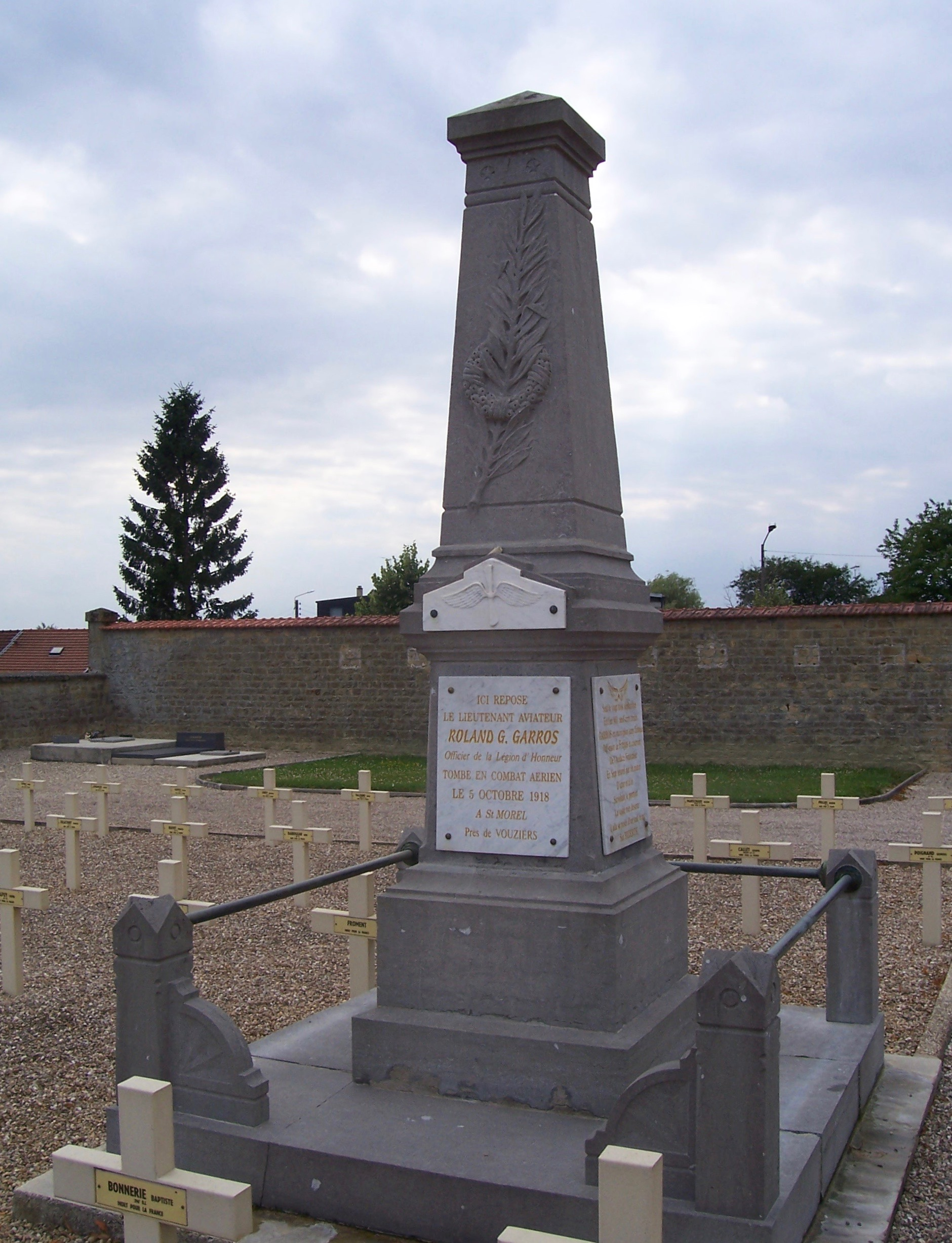
Tomba di Roland Garros a Vouziers.

Eugène Adrien Roland Georges Garros (AFI: [ʁɔlɑ̃ ɡaʁoːs]; Saint-Denis, 6 ottobre 1888 – Saint-Morel, 5 ottobre 1918) è stato un aviatore francese, pioniere dell'aviazione nel suo Paese e pilota di aerei da caccia durante la prima guerra mondiale.

## Biografia
(Frase attribuita a Roland Garros, scritta sull'ala del suo aereo, oggi visibile sul campo centrale dell'Open di Francia)
Fin da ragazzo si appassionò alla nascente aviazione e vi si dedicò completamente dopo aver interrotto prematuramente gli studi. Dotato di carattere particolarmente avventuroso, nel 1911 tentò con successo il record mondiale di altezza raggiungendo con un aeroplano i 3910 metri. Nel 1912 ripeté l'impresa raggiungendo in due voli consecutivi i 5000 e poi i 5610 metri; nel medesimo anno vinse la gara aerea Tunisi-Marsala-Roma.
Nel 1913, il 23 settembre, divenne famoso per aver compiuto il primo volo senza scalo attraverso il mar Mediterraneo, da Fréjus, in Francia, a Biserta, in Tunisia. L'anno successivo, prima di entrare nell'esercito francese allo scoppio della Grande guerra, fu primo nel rallye aereo di Monaco.
Dopo diverse missioni constatò come sparare e pilotare contemporaneamente fosse troppo difficile, così posizionò una mitragliatrice nella parte anteriore del proprio aeroplano in modo che i due compiti diventassero uno. Per proteggere le pale dell'elica dai proiettili vi inserì due coni di metallo in corrispondenza della bocca della mitragliatrice. A partire dal 1º aprile 1915, abbatté rapidamente tre aerei tedeschi  guadagnandosi così un'eccellente reputazione.
Il 18 aprile 1915 fu colpito e planò fino ad atterrare dietro le linee tedesche. Garros fu fatto prigioniero, mentre il suo aereo fu esaminato dai tedeschi, portando Anthony Fokker e il suo gruppo a progettare un sistema migliore, che sincronizzava il meccanismo di sparo all'albero motore, di modo che il mitragliatore sparasse solo quando le pale dell’elica non erano davanti alle canne delle mitragliatrici. Ben presto le sorti si rovesciarono e gli aerei di Fokker abbattevano tutti gli avversari che incontravano, portando a quello che divenne noto come il Flagello Fokker.
Garros riuscì a scappare dal campo di concentramento in Germania nel febbraio del 1918 e si riunì all'esercito francese. Il 5 ottobre dello stesso anno venne nuovamente abbattuto e rimase ucciso nei pressi di Vouziers (Ardenne).
Garros viene erroneamente chiamato il primo asso della caccia del mondo. Avendo abbattuto solo tre aerei (per divenire "asso" ce ne vogliono cinque) l'onore di essere il primo asso andò ad un altro aviatore francese, Adolphe Pégoud. Nonostante ciò, Garros fu un aviatore eccezionale e probabilmente il primo vero pilota di caccia del mondo.
Negli anni venti gli venne dedicato un centro per il tennis, lo stadio Roland Garros. Lo stadio ospitò da subito gli Internazionali di Francia, uno dei quattro tornei del Grande Slam. Di conseguenza il torneo viene popolarmente e ufficialmente chiamato semplicemente "Roland Garros".
Porta il suo nome anche l'aeroporto internazionale dell'isola di Riunione. Roland Garros si diplomò all'HEC Paris nel 1908.